# Tjalling van den Bosch
Tjalling van den Bosch (Achlum, 28 juni 1955) is een gewezen Friese krachtsporter, die diverse keren Sterkste Man van Friesland is geweest. Hij was een regelmatige deelnemer aan de wedstrijd om de Sterkste Man van Nederland en won deze in Hindeloopen in 1989. In dat zelfde jaar zou hij meedoen aan Sterkste Man van de Wereld, echter door een achillespeesafscheuring moest hij verstek laten gaan en is Ab Wolders voor hem ingevallen, zeer verdienstelijk overigens want Ab werd tweede. In 1990 eindigde hij op de zevende plaats in de wedstrijd om de Sterkste Man van de Wereld. Hij heeft het wereldrecord auto's trekken op zijn naam staan met 18 auto's.
Tjalling was ook zeer verdienstelijk in de Highland Games. Hiervoor reisde hij regelmatig naar de Schotse hooglanden af, waar hij een graag geziene deelnemer was. Het waren de Engelsen die hem "Charlie" noemden en de bijnaam "The Gentle Giant" voor hem bedachten. Ook in deze tak van krachtsport behaalde hij diverse titels en brak enkele records.
Het was Tjalling die de Pure Strength series bedacht. Het format bestond uit een sterkste-manlandenwedstrijd met zeer uiteenlopende onderdelen zoals paalgooien, touwtrekken, laadrace en gewicht hoog gooien. De onderdelen werden in wekelijkse afleveringen op tv uitgezonden en de series liepen van 1987 tot en met 1990. Het evenement werd op verschillende plaatsen in Engeland en Schotland opgenomen en uitgezonden op diverse kanalen in Groot-Brittannië en Nederland.
Tjalling is ook actief in de damsport en is daarin een provinciale subtopper in Friesland. Hij speelt in de nationale competitie in het eerste tiental van damclub Huizum uit Leeuwarden. In het seizoen 1998/1999 maakt hij deel uit van DC Rinsumageest uit Rinsumageest en behaalde hiermee de 2e plaats in de Nederlandse damcompetitie.